# Partido Democrático (Chipre)
El Partido Democrático (en griego: Δημοκρατικό Κόμμα, DIKO) es un partido político de corte liberal de Chipre. Creado en 1976, su creador fue Spyros Kyprianou.

## Resultados Electorales

### Cámara de Representantes
| Año  | Votos  | %     | Escaños |
| ---- | ------ | ----- | ------- |
| 2001 | 60 986 | 14,84 | 9/56    |
| 2006 | 75 458 | 17,92 | 11/56   |
| 2011 | 63 763 | 15,76 | 9/56    |
| 2016 | 50 923 | 14,49 | 9/56    |
| 2021 | 40 395 | 11,29 | 9/56    |

## Presidentes
- Spyros Kyprianou (1976-2000)
- Tassos Papadopoulos (2000-2006)
- Marios Karoyian (2006-2013)
- Nikolas Papadopoulos (2013-presente)